# Culicoides costalis
Culicoides costalis är en tvåvingeart som beskrevs av Tokunaga 1963. Culicoides costalis ingår i släktet Culicoides och familjen svidknott. Inga underarter finns listade i Catalogue of Life.